# Black Lightning (televizijska serija)
Black Lightning je akcijska televizijska serija bazirana na DC Comics strip junaku Crna Munja (Black Lightning).

## Radnja
Jefferson Pierce je u prošlosti koristio svoje moći da bi štitio New Orleans, ali je ostavio ulogu zaštitnika zbog svoje obitelji i kako bi mogao raditi u srednjoj školi kao ravnatelj. Pojava nove bande u gradu ga prisiljava da ponovo preuzme ulogu Black Lightning-a. 

## Epizode
|  | 1. | 13 | 16. siječnja 2018. | 17. travnja 2018. |
|  | 2. | 16 | 9. listopada 2018. | 18. ožujka 2019.  |
|  | 3. | 16 | 7. listopada 2019. | 9. ožujka 2020.   |
|  | 4. | 13 | 8. veljače 2021.   | 24. svibnja 2021. |

## 1. sezona (2018.)
| Broj epizode | Epizoda u sezoni | Naziv epizode                                                  | Premijerno prikazana |
| ------------ | ---------------- | -------------------------------------------------------------- | -------------------- |
| 1.           | 1.               | The Resurrection                                               | 16. siječnja 2018.   |
| 2.           | 2.               | LaWanda: The Book of Hope                                      | 23. siječnja 2018.   |
| 3.           | 3.               | LaWanda: The Book of Burial                                    | 30. siječnja 2018.   |
| 4.           | 4.               | Black Jesus                                                    | 6. veljače 2018.     |
| 5.           | 5.               | And Then the Devil Brought the Plague: The Book of Green Light | 13. veljače 2018.    |
| 6.           | 6.               | Three Sevens: The Book of Thunder                              | 27. veljače 2018.    |
| 7.           | 7.               | Equinox: The Book of Fate                                      | 6. ožujka 2018.      |
| 8.           | 8.               | The Book of Revelations                                        | 13. ožujka 2018.     |
| 9.           | 9.               | The Book of Little Black Lies                                  | 20. ožujka 2018.     |
| 10.          | 10.              | Sins of the Father: The Book of Redemption                     | 27. ožujka 2018.     |
| 11.          | 11.              | Black Jesus: The Book of Crucifixion                           | 3. travnja 2018.     |
| 12.          | 12.              | The Resurrection and the Light: The Book of Pain               | 10. travnja 2018.    |
| 13.          | 13.              | Shadow of Death: The Book of War                               | 17. travnja 2018.    |

## Glumci

### Glavni glumci
- Cress Williams, kao Jeffersone Pierce/ Black Lightning
- China Anne McClain, kao Jennifer Pierce / Lightning
- Nafessa Williams, kao Anissa Pierce / Thunder
- Christine Adams, kao Lynn Pierce
- Marvin "Kondron" Jones III, kao Tobias Whale
- Damon Gupton, kao Bill Henderson
- James Remar, kao Peter Gambi

### Sporedni
- Kyanna Simone Simpson, kao Kiesha Henderson
- Skye P. Marshall, kao Kara Fowdy
- Edwina Findley, kao Tori Whale
- William Catlett, kao Latavius / Lala
- Dabier, kao Will
- Charlbi Dean, kao Syonide
- Eric Mendenhall, kao Joey Toledo
- Tracey Bonner, kao Lawanda White
- Anthony Reynolds, kao Deputy Chief Cayman
- Jordan Calloway, kao Khalil Payne
- Chantal Thuy, kao Grace Choi
- Jill Scott, Kao Evelyn Stillwater-Ferguson / Lady Eve
- Edwina Findley, kao Tori Whale
- Gregg Henry, kao Martin Proctor

### Gostujući
- Clifton Powell, kao Jeremiah Holt
- Jason Louder, kao Frank "Two-Bits" Banner
- Antonio Fargas, kao David Poe
- Keith Arthur Bolden, kao Alvin Pierce
- Senator Nina Turner, kao Nina Turner

## Vanjske poveznice
- Službena stranica na cwtv.com (engl.)
- Službena stranica na warnerbros.com (engl.)
- Službena stranica na facebook.com (engl.)
- Black Lightning u internetskoj bazi filmova IMDb-a (engl.)